# Клівленд Кавальєрс
«Клі́вленд Кава́льєрс» (англ. Cleveland Cavaliers) — професійна баскетбольна команда, заснована у 1970, розташована в місті Клівленд в штаті Огайо. Команда є членом Центрального дивізіону Східної конференції Національної баскетбольної асоціації.
Домашньою ареною для «Кавальєрс» з 1994 року є Квікен-Лонс-арена, котра до 2005 року носила назву Ганд Арена (англ. Gund Arena).
Леброн Джеймс повернувся до Кавальєрс в 2014 році і чотири рази поспіль вивів команду у фінали НБА. У 2016 році «Кавалерс» виграв свій перший в історії фінал НБА, повернувши великий спортивний титул в Клівленд вперше з 1964 року. Перемога у фіналі НБА над «Голден Стейт Уоріорз» вперше в історії фіналу команда здобула титул, після того, як програла три поєдинки і змогла відігратись при рахунку 3-1.
За 46 сезонів у НБА команда сім разів ставала переможцем Центрального дивізіону (1976, 2009, 2010, 2015, 2016, 2017 та 2018 року), чотири рази чемпіоном Східної конференції в 2007, 2015, 2016 і 2017 році, один раз ставала чемпіоном НБА в 2016 році і 20 разів виходила в плей-офф. У сезоні 2010/11 команда зазнала 26 поразок поспіль, встановивши антирекорд серед всіх головних спортивних ліг США.

## Статистика
В = Виграші, П = Програші, П% = Процент виграних матчів
| Сезон     | В    | П    | П%   | Плейоф                                                                                                  | Результати                                                                                 |
| --------- | ---- | ---- | ---- | --- | ------------------------------------------------------------------------------------------ |
| 1970—71   | 15   | 67   | .183 | |                                                                                            |
| 1971—72   | 23   | 59   | .280 | |                                                                                            |
| 1972—73   | 32   | 50   | .390 | |                                                                                            |
| 1973—74   | 29   | 53   | .354 | |                                                                                            |
| 1974—75   | 40   | 42   | .488 | |                                                                                            |
| 1975—76   | 49   | 33   | .598 | Виграли в півфіналі конференції Програли в фіналі конференції                                           | Клівленд 4, Вашингтон 3 Бостон 4, Клівленд 2                                               |
| 1976—77   | 43   | 39   | .524 | Програли в першому раунді                                                                               | Вашингтон 2, Клівленд 1                                                                    |
| 1977—78   | 43   | 39   | .524 | Програли в першому раунді                                                                               | Нью-Йорк 2, Клівленд 0                                                                     |
| 1978—79   | 30   | 52   | .366 | |                                                                                            |
| 1979—80   | 37   | 45   | .451 | |                                                                                            |
| 1980—81   | 28   | 54   | .341 | |                                                                                            |
| 1981—82   | 15   | 67   | .183 | |                                                                                            |
| 1982—83   | 23   | 59   | .280 | |                                                                                            |
| 1983—84   | 28   | 54   | .341 | |                                                                                            |
| 1984—85   | 36   | 46   | .439 | Програли в першому раунді                                                                               | Бостон 3, Клівленд 1                                                                       |
| 1985—86   | 29   | 53   | .354 | |                                                                                            |
| 1986—87   | 31   | 51   | .378 | |                                                                                            |
| 1987—88   | 42   | 40   | .512 | Програли в першому раунді                                                                               | Чикаго 3, Клівленд 2                                                                       |
| 1988—89   | 57   | 25   | .695 | Програли в першому раунді                                                                               | Чикаго 3, Клівленд 2                                                                       |
| 1989—90   | 42   | 40   | .512 | Програли в першому раунді                                                                               | Філадельфія 3, Клівленд 2                                                                  |
| 1990—91   | 33   | 49   | .402 | |                                                                                            |
| 1991—92   | 57   | 25   | .695 | Виграли в першому раунді Виграли в півфіналі конференції Програли в фіналі конференції                  | Клівленд 3, Нью-Джерсі 2 Клівленд 4, Бостон 3 Чикаго 4, Клівленд 2                         |
| 1992—93   | 54   | 28   | .659 | Виграли в першому раунді Програли в півфіналі конференції                                               | Клівленд 3, Нью-Джерсі 2 Чикаго 4, Клівленд 0                                              |
| 1993—94   | 47   | 35   | .573 | Програли в першому раунді                                                                               | Чикаго 3, Клівленд 0                                                                       |
| 1994—95   | 43   | 39   | .524 | Програли в першому раунді                                                                               | Нью-Йорк 3, Клівленд 1                                                                     |
| 1995—96   | 47   | 35   | .573 | Програли в першому раунді                                                                               | Нью-Йорк 3, Клівленд 0                                                                     |
| 1996—97   | 42   | 40   | .512 | |                                                                                            |
| 1997—98   | 47   | 35   | .573 | Програли в першому раунді                                                                               | Індіана 3, Клівленд 1                                                                      |
| 1998—99   | 22   | 28   | .440 | |                                                                                            |
| 1999—00   | 32   | 50   | .390 | |                                                                                            |
| 2000—01   | 30   | 52   | .366 | |                                                                                            |
| 2001—02   | 29   | 53   | .354 | |                                                                                            |
| 2002—03   | 17   | 65   | .207 | |                                                                                            |
| 2003—04   | 35   | 47   | .427 | |                                                                                            |
| 2004—05   | 42   | 40   | .512 | |                                                                                            |
| 2005—06   | 50   | 32   | .610 | Виграли в першому раунді Програли в півфіналі конференції                                               | Клівленд 4, Вашингтон 2 Детройт 4, Клівленд 3                                              |
| 2006—07   | 50   | 32   | .610 | Виграли Східну Конференцію Програли фінал плейоф                                                        | Сан-Антоніо 4, Клівленд 0                                                                  |
| 2007—08   | 45   | 37   | .500 | Виграли в першому раунді Програли у другому раунді                                                      | Клівленд 4, Вашингтон 2 Бостон 4, Клівленд 3                                               |
| 2008—09   | 66   | 16   | .805 | Виграли в першому раунді Виграли в півфіналі конференції Програли в фіналі конференції                  | Клівленд 4, Детройт 0 Клівленд 4, Атланта 0 Орландо 4, Клівленд 2                          |
| 2009—10   | 61   | 21   | .744 | Виграли в першому раунді Програли в півфіналі конференції                                               | Клівленд 4, Чикаго 1 Бостон 4, Клівленд 2                                                  |
| 2010—11   | 19   | 63   | .232 | — | —                                                                                          |
| 2011—12   | 21   | 45   | .318 | — | —                                                                                          |
| 2012–2013 | 24   | 58   | .293 | — | —                                                                                          |
| 2013–2014 | 33   | 49   | .402 | — | —                                                                                          |
| 2014–2015 | 53   | 29   | .646 | Виграли в першому раунді Виграли в півфіналі конференції Виграли в фіналі конференції Програли в фіналі | Клівленд 4, Бостон 0 Клівленд 4, Чикаго 2 Клівленд 4, Атланта 0 Клівленд 3, Голден Стейт 4 |
| 2015–2016 | 57   | 25   | .695 | Чемпіони НБА                                                                                            |                                                                                            |
| 2016–2017 | 51   | 31   | .622 | |                                                                                            |
| 2017–2018 | 50   | 32   | .610 | |                                                                                            |
| 2018–2019 | 19   | 63   | .232 | — | —                                                                                          |
| 2019–2020 | 19   | 46   | .292 | — | —                                                                                          |
| Сума      | 1561 | 1835 | .460 | |                                                                                            |
| Плейоф    | 70   | 78   | .473 | |                                                                                            |

## Домашні арени
- Клівленд Арена (1970—1974);
- Річфілдський Колізей (1974—1994);
- Rocket Mortgage FieldHouse (1994 — по теперішній час);

## Гравці

### Членибаскетбольного Залу слави
- Нейт Термонд — гравець 1985 (колишній гравець 1975—1977)
- Уолт Фрейзер — гравець 1987 (колишній гравець 1977—1980)
- Ленні Уілкенс — гравець 1989 та тренер 1998 (колишній гравець (1972—1974) та тренер (1986—1993)
- Чак Дейлі — тренер 1994 (колишній тренер 1981—1982)
- Уейн Ембрі Contributor 1999 (колишній президент команди та генеральний менеджер (1986—1999), а також перший афро-американець, який працював на цій посаді в НБА)
- Джо Тейт — 2010 переможець Hall of Fame's Curt Gowdy Media Award (колишній коментатор 1970—1980, 1982—2011)

### Закріплені номери
- 7 — Бінго Сміт, Форвард, 1970—1979
- 11 — Жидрунас Ілгаускас, Центровий, 1997—2010
- 22 — Ларрі Ненс, Форвард, 1988—1994
- 25 — Марк Прайс, Захисник, 1986—1995
- 34 — Остін Карр, Захисник, 1971—1980
- 42 — Нейт Термонд, Центровий, 1975—1977
- 43 — Бред Догерті, Центровий, 1986—1994